# Parectopa viminea
Parectopa viminea là một loài bướm đêm thuộc họ Gracillariidae. Nó được tìm thấy ở Peru.